# Норрчепінг (комуна)
Комуна Норрчепінг (швед. Norrköpings kommun) — адміністративно-територіальна одиниця місцевого самоврядування, що розташована в лені Естерйотланд у центральній Швеції. Зі сходу омивається водами озера Балтійського моря.
Норрчепінг 66-а за величиною території комуна Швеції. Адміністративний центр комуни — місто Норрчепінг.

## Населення
Населення становить 131 804 чоловік (станом на вересень 2012 року). 
| Кількість населення комуни Норрчепінг за 1970-2010 роки | Кількість населення комуни Норрчепінг за 1970-2010 роки | Кількість населення комуни Норрчепінг за 1970-2010 роки | Кількість населення комуни Норрчепінг за 1970-2010 роки | Кількість населення комуни Норрчепінг за 1970-2010 роки |
| ------------------------------------------------------- | ------------------------------------------------------- | ------------------------------------------------------- | ------------------------------------------------------- | ------------------------------------------------------- |
| Рік                                                     |                                                         |                                                         | Населення                                               |                                                         |
| 1970                                                    | 1970                                                    |                                                         | 120 959                                                 | 120 959                                                 |
| 1975                                                    | 1975                                                    |                                                         | 119 169                                                 | 119 169                                                 |
| 1980                                                    | 1980                                                    |                                                         | 119 238                                                 | 119 238                                                 |
| 1985                                                    | 1985                                                    |                                                         | 118 567                                                 | 118 567                                                 |
| 1990                                                    | 1990                                                    |                                                         | 120 522                                                 | 120 522                                                 |
| 1995                                                    | 1995                                                    |                                                         | 123 795                                                 | 123 795                                                 |
| 2000                                                    | 2000                                                    |                                                         | 122 199                                                 | 122 199                                                 |
| 2005                                                    | 2005                                                    |                                                         | 124 642                                                 | 124 642                                                 |
| 2010                                                    | 2010                                                    |                                                         | 130 050                                                 | 130 050                                                 |
| Джерело: SCB                                            |                                                         |                                                         |                                                         |                                                         |

## Населені пункти
Комуні підпорядковано 18 міських поселень (tätort) та низка сільських, більші з яких:
- Норрчепінг (Norrköping)
- Лінде (Lindö)
- Шерблака (Skärblacka)
- Свертіґе (Svärtinge)
- Стремсфорс (Strömsfors)
- Обю (Åby)
- Вонґа (Vånga)
- Сімонсторп (Simonstorp)

## Міста побратими
Комуна підтримує побратимські контакти з такими муніципалітетами:
- Комуна Тронгейм, Норвегія
- Тампере, Фінляндія
- Оденсе, Данія
- Копавогур, Ісландія
- Есслінген, Німеччина
- Рига, Латвія

## Галерея

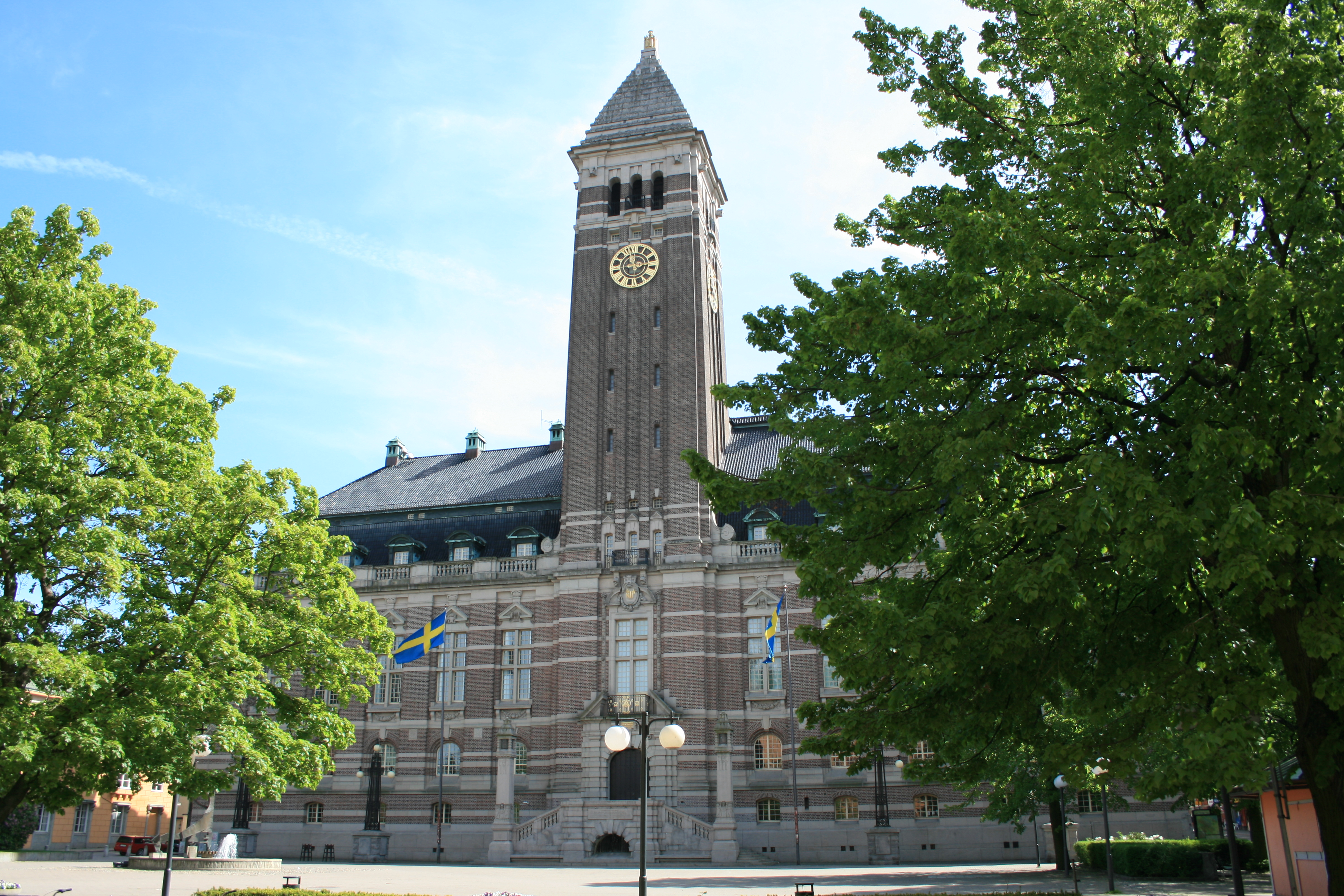
Управа комуни (Норрчепінг)
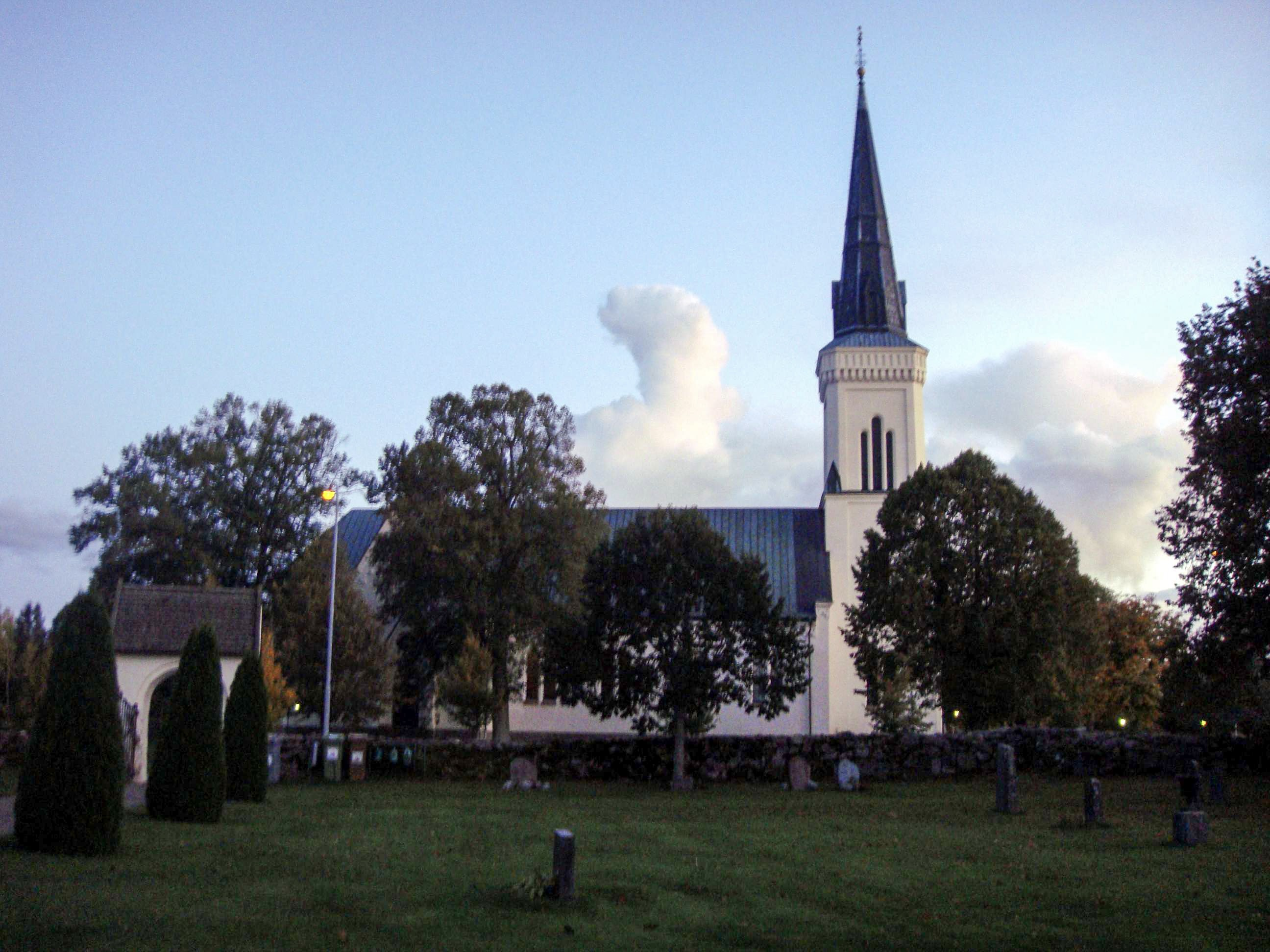
Церква (Вонґа)
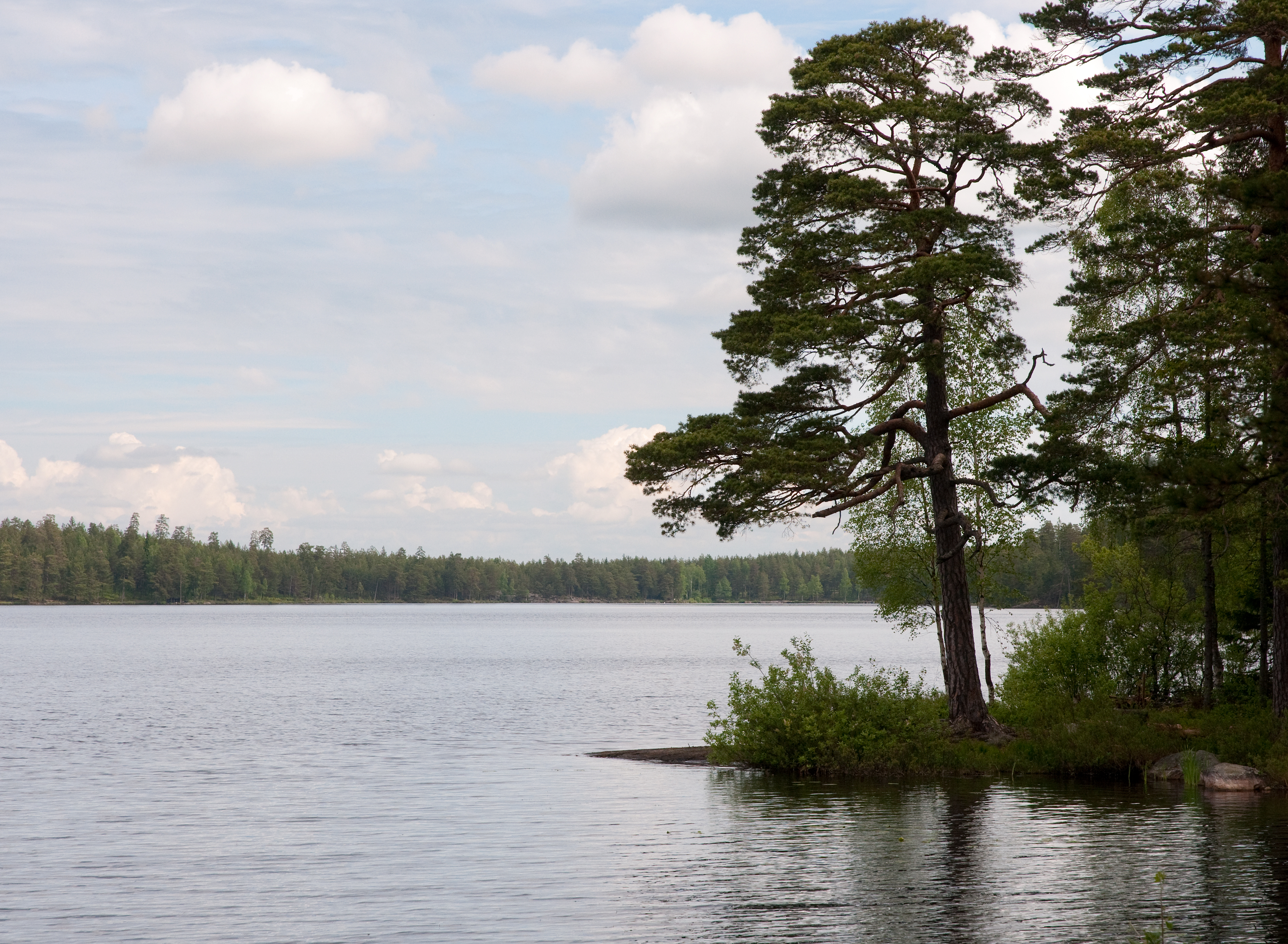
Озеро Невшен
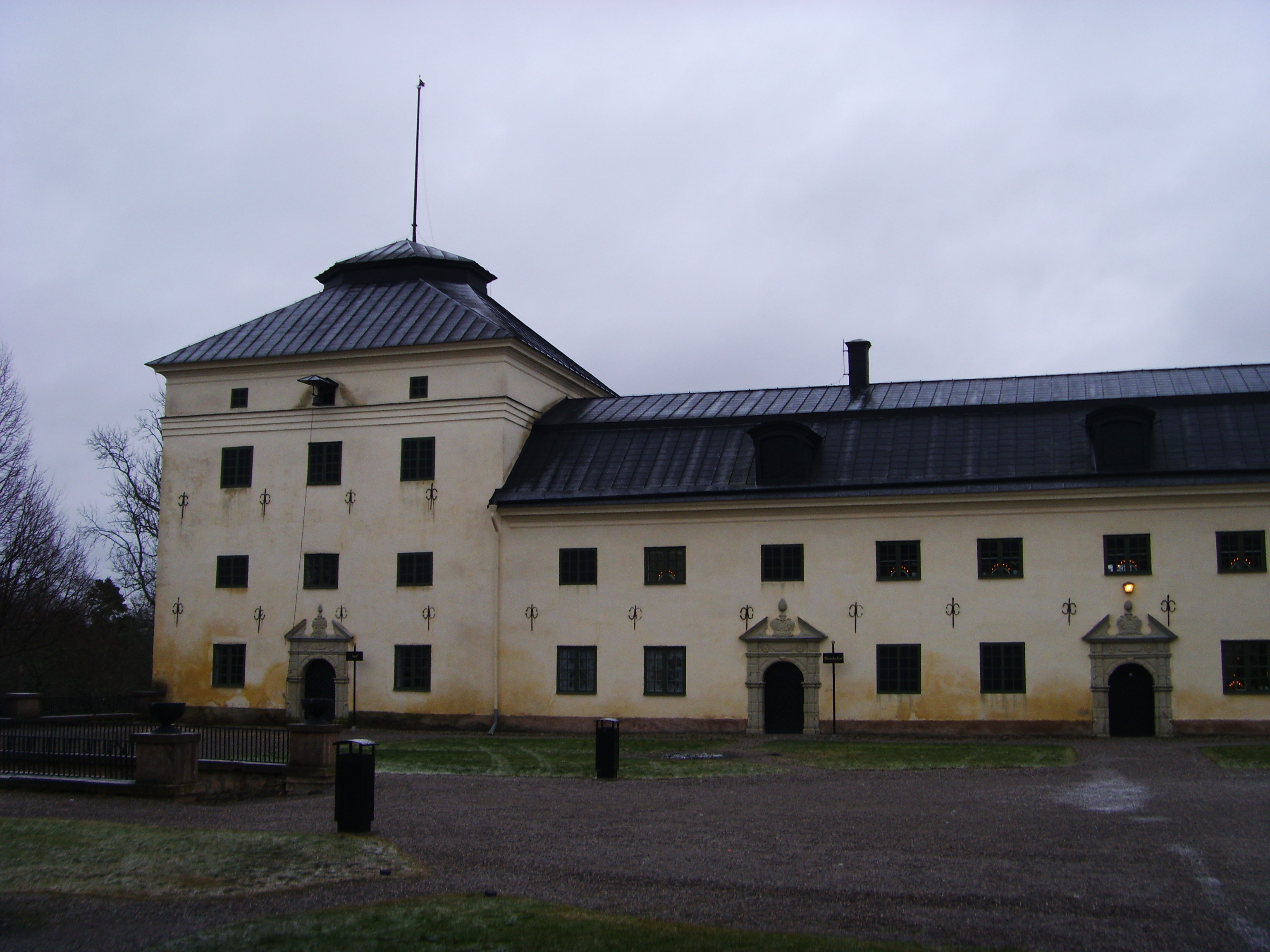
Замок Лефстад

## Виноски
1. ↑  Andersson P. Sveriges kommunindelning 1863-1993 — Mjölby: Draking, 1993. — 132 с. — ISBN 978-91-87784-05-7
2. ↑  Folkmangd i riket, lan och kommuner (шв.) . Центральне бюро статистики Швеції. Архів оригіналу за 20 серпня 2013. Процитовано 16 лютого 2013.